# Joseph Bertrand (Schwimmer)
Joseph Bertrand (* 1879; † unbekannt) war ein französischer Schwimmer und Wasserballspieler.

## Karriere
Bertrand nahm 1900 an den Olympischen Spielen in Paris teil. In der Einzeldisziplin 200 m Hindernis erreichte er den neunten Rang. Im Mannschaftswettbewerb über 200 m gewann er mit den Schwimmern von Tritons Lilloise die Silbermedaille. Mit Tritons Lilloise nahm er auch am Wettbewerb im Wasserball teil. Hier verlor die Mannschaft in der ersten Runde gegen die späteren Olympiasieger vom Osborne Swimming Club aus Großbritannien.
Später war er rund 50 Jahre lang Vorsitzender des Cercle des nageurs de Nice.